# عالم القرص
عالم القرص (بالإنجليزية: Discworld) هي سلسلة كتب فنتازيا كوميدية من تأليف الكاتب الإنجليزيّ تيري براتشيت؛ تجري أحداث السلسلة على قرص مُسطَّح يدعى «عالم القرص»، ويستندُ هذا القرص على ظهور أربعة فيلة ضخمة، والتي تقف بدورها على ظهر سلحفاة عملاقة تسبح ببطئ في الفضاء.
استُلهمت العديد من هذه الكتب من أعمال جون ر. تولكين، وروبرت هوارد، وهوارد فيليبس لافكرافت، وتشارلز ديكنز، وويليام شيكسبير، بالإضافة إلى الأساطير والفلكلور والحكايات الخياليّة؛ فغالباً ما توظف السلسلة المقارنات الهجائية في العديد من القضايا الثقافيّة والسياسيّة والعلميّة.
أصيب المؤلف لاحقاً بمرض ألزهايمر، وصرّح أنه يتمنى أن تتابع ابنته كتابة السلسلة، إلَّا أن ابنته ريانا أعلنت أنّه لن يكون هناك المزيد من الكتب، في النهاية تم تبني السلسلة وتحويلها إلى العديد من الروايات المصوّرة والمسرحيات والألعاب الحاسوبية والبرامج التلفزيونيّة، وما إلى ذلك.
تصدّرت كتب «عالم القرص» قائمة صحيفة الصنداي تايمز أكثر المؤلفات مبيعاً، مما جعل براتشيت أفضل مؤلّف في المملكة المتحدة خلال تسعينيّات القرن العشرين، كما فازت سلسلة الكتب بجوائز عديدة ومتنوعة، وبيع من السلسة أكثر من 80 مليون نسخة بأكثر من 37 لغة.

## تقسيم الكتاب
معظم كتب «عالم القرص» تتميّزُ بالأحداث المتشابكة، وقليل منها فقط يتميز بالتّقسيم الفصلي؛ قال براتشيت في تصريحٍ له «لم تجذبني أبداً عادة تقسيم الكتب إلى فصول»، وأضاف لاحقاً «يبدو أنني سأقوم بتقسيم كتبي إلى فصول لأن محرري لا ينفك يزعجني حول هذا الأمر».

## المواضيع
تحتوي كنب «عالم القرص» على العديد من المواضيع المعروفة والتي تستمر بالظّهور على مدار السلسلة؛ كالفانتازيا والقصص الخيالية مثل قصص السحرة وقصص مصاصي الدماء والكثير من المواضيع من على هذه الشاكلة، وتتناول السلسلة الكثير من المواضيع الإنسانوية وتركز على مهارات التفكير النقدي، كما تعكس السلسلة بمجملها العديد من القيم والمواضيع الحياتيّة الواقعيّة مثل الدِّين والفكر الأصولي المتشدد والعنف والتّوترات ضمن المدنوما بها من مشاكل اجتماعية، والأعمال التجاريّة والحركات السياسيّة، والتحامل والتمييز والاستغلال العنصريّ؛ كما يتجلى عبر السلسلة العديد من المظاهر الثقافيّة والفنية مثل موسيقى الروك والأوبرا والسّينما وكرة القدم، فضلاً عن المواضيع العلمية والتكنولوجية.

## الحبكات

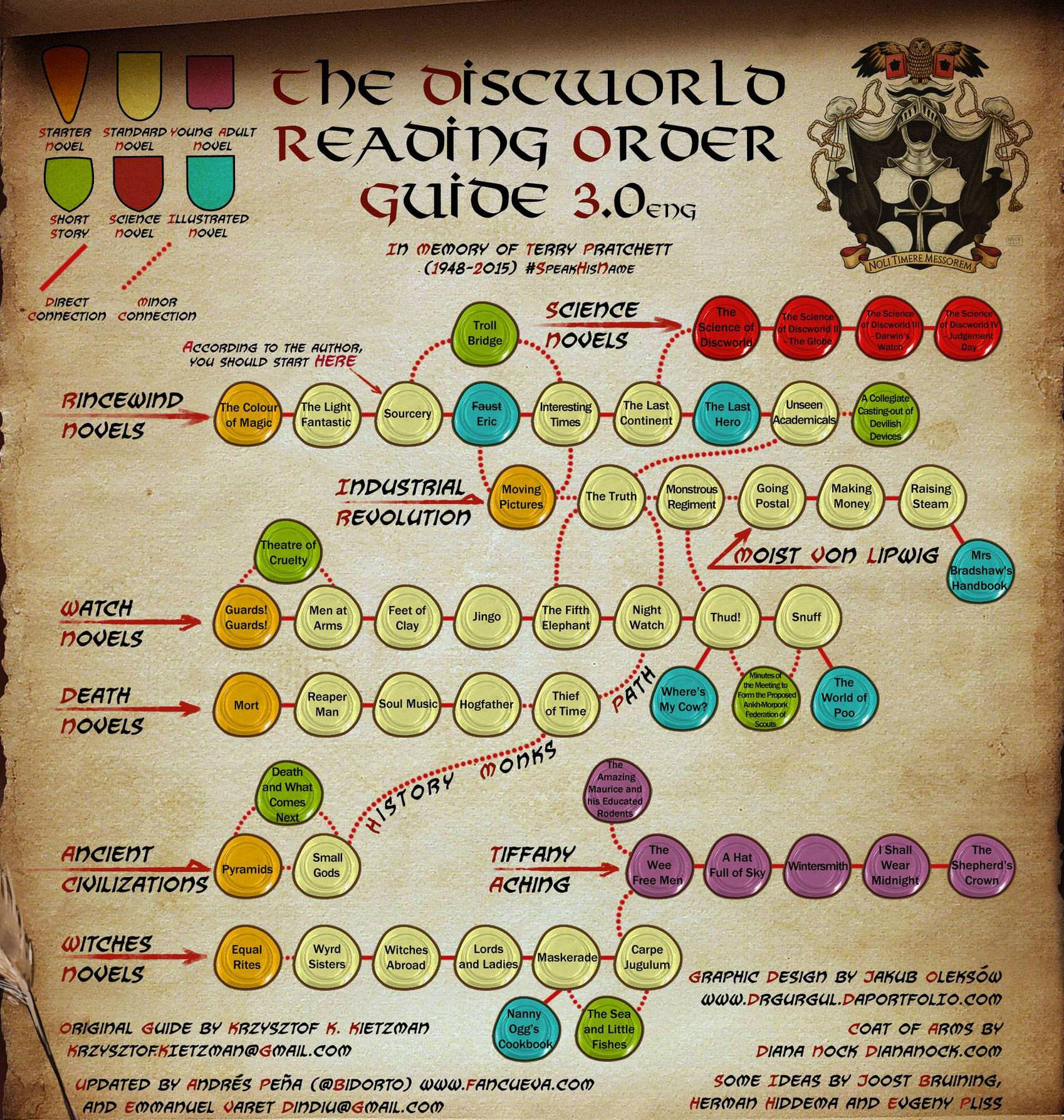
مخطط بالإنجليزية يوضح كيفية ارتباط كتب السلسلة ببعضها البعض

على الرّغم من أن العديد من كتب السلسلة تعتبر كتباً مستقلةً بحد ذاتها، إلا أن بعض هذه الكتب تشكل سلسلةً صغيرة مترابطة داخل السلسلة الأكبر التي تضم الكتب الـ 41 كتاب.

### رينسويند
كان رينسويند أول أبطال هذه السلسلة، مشعوذٌ بلا قدرات، ولا مؤهلات، وبعيد كل البعد عن البطولات، كما أنه جبان ومتقلب المزاج؛ لكنّه في كل مرة يجد نفسه في قلب مغامرةٍ خطرة؛ هذه المشعوذ الظريف دائماً يجد طريقة للبقاء على قيد الحياة كما أنه ينقذ «عالم القرص» في عدة مناسبات، بل وله دور أيضاً في إنشاء الحياة في عالم «عالم القرص».
من الشخصيات الأخرى في سلسلة رينسويند:
كوهين البربري: وهو بطلٌ قديمٌ من القصص الخياليّة، ليس له أي علاقة بالعالم الحديث المتطور، كبير بالعمر ومع ذلك لايزال مقاتل قوي.
تاوفلاور: سائحٌ ساذجٌ من الإمبراطوريّة الآجينية –المستوحاة من ثقافات الشرق الأقصى كاليابان والصين-.
ظهر رينسويند في 8 كتب أصلية من سلسلة «عالم القرص».

### الموت
تظهر شخصية الموت في كل الكتب باستثناء كتاب -The Wee Free Men and Snuff -، ولو كان ظهوره لا يتعدى عدّة أسطرٍ في الكتاب؛ الموت عبارة عن هيكلٍ عظميّ طوله سبعة أقدام بثوب أسود، دائماً يمتطي حصانه الشاحب «بينكي»، يقوم الموت بتوجيه الأشخاص أثناء الانتقال من العالم الخاص بهم إلى العالم التالي بعد الوقاة.

### الساحرات
السّاحرات في عالم براتشيت مجرّدة إلى حد كبير من مجتمعات السحر الخاصة بهنّ، ولكن هذا لا يعني أنهنّ غير قادرات على إلقاء اللعنات واستعمال قواهنّ السحرية، على الرغم من أن براتشيت يستعمل قصص كتبه دائماً للسخرية من مفاهيم أعمال السّحرة.
الساحرة الرئيسية في السلسلة تدعى غراني ويذرواكس، تبدو للوهلة الأولى كأنها عجوز شمطاء قليلة الكلام من بلدة لانكري الجبلية الصغيرة لكنها تحمي وتعالج الناس على الرغم من أنها لا تحبهم لأنها أفضل من يقوم بهذا العمل؛ صديقتها المقرّبة تدعى ناني أوغ، وهي ساحرة جميلة تحب البيرة والتدخين والغناء.

### شرطة المدينة
القصص الخيالية لقوة الشرطة التي تدعى - Ankh-Morpork City Watch -، تحدث عندما يلتقي العالم الخيالي والسحري لـ«عالم القرص» مع العالم التكنولوجي الحضاري الحديث؛ هذه القوّة لم تكن تتألف سوى من 3 أفراد عصابات ميؤوس من أمرهم، لكنّهم تطوروا لاحقاً ليصبحوا قوّة جبّارة في الكتب؛ معظم قصص السلسلة هذه تدور حول الإجراءات التي اتخذنها شرطة مراقبة المدينة بحق الجرائم التي تحتوي على تلميحاتٍ سياسيّةٍ واجتماعيّةٍ ثقيلة.

### المشعوذون
سلسلة مشعوذو العالم غيرالمرئي (The Wizards of the Unseen University)، سلسلة مهمة في مجموعة كتب «عالم القرص»؛ الوصول للقمة في سلسلة (UU) يتضمن عادة اغتيال إحدى الشخصيّات، ويستمر التسلسل الهرمي بالسلسلة في جميع كتبها؛ تختلف شخصيات هذه السلسلة وتختلف معهم القدرات السحرية الخاصة بهم.

### تيفاني إيشينغ
مويست فون ليبويغ هو مجرم محترف ورجل فاسد، يحصل على فرصة ثانية بعد أن كان على وشك أن يتم إعدامه، يتعين في مكتب البريد في مدينته، ويطلب منه لاحقاً أن يقوم بتنظيف المدينة من القطاعات الفاسدة التي تسرق الأموال.

### ثقافة «عالم القرص»
يمكن تجميع بعض كتب «عالم القرص» لتشكيل سلسلة تتكلم عن ثقافات «عالم القرص» المختلفة مثل الأهرامات والآلهة الصغيرة وغيرها من آثار الثقافات المتنوعة.

## الشخصيات
1. أعضاء شرطة مراقبة المدينة.
2. القتلة المأجورون.
3. الشخصيات المرتبطة بالموت.
4. الأقزام.
5. العفاريت.
6. الآلهة.
7. الغولمز.
8. الكهنة التاريخيون.
9. المخترعون.
10. الشخصيات المرتبطة برينسويند.
11. الشخصيات المرتبطة بالدين.
12. العمالقة.
13. الساحرات.
14. المشعوذون.
15. شخصيات أُخرى.

## السياق
معظم الكتب تحدث تقريباً في زمننا هذا، وتتغير أعمارُ الشخصيات مع التّقدم بالسلسلة لتعكس مرورَ السنين؛ إلا أنّ جميع القصص والأحداث الرئيسية تحدث بنفس الفترة، ولكنّ الاستثناءَ الرئيسيّ هو الكتاب المستقل (الآلهة الصغيرة)، الذي يبدو أنه يحدث في وقتٍ سابقٍ من معظم القصص التي تمر في السلسلة.
بعض الشخصيات الرئيسية تظهر بشكل واضح جداً في بعض الكتب في حين يكون حضورها متواضعاً في البعض الآخر.

## وصلات خارجية
- سلسلة «عالم القرص» على قاعدة بيانات الخيال التأملي على الإنترنت (بالإنجليزية)
- موقع ويكي مختص بـ«عالم القرص» (بالإنجليزية)
- مؤتمر «عالم القرص» للهواة - المملكة المتحدة (بالإنجليزية)
- مؤتمر «عالم القرص» للهواة - أمريكا الشمالية (بالإنجليزية)
- مؤتمر «عالم القرص» للهواة - أستراليا (بالإنجليزية)
- «عالم القرص» شهرياً - موقع شهري حول تيري براتشيت وسلسلة «عالم القرص» (بالإنجليزية)
- دليل حول قراءة روايات سلسلة «عالم القرص» (بالإنجليزية)